# 克拉倫斯島 (南極洲)
克拉倫斯島（英語：Clarence Island）是南極洲的島嶼，屬於南設得蘭群島的一部分，東面有兩個小型島嶼，島嶼長18公里、寬5公里，島上最高點海拔2,300米，阿根廷、智利和英國均宣稱擁有主權。。